# Road Salt Two
Road Salt Two – ósmy album studyjny szwedzkiego progresywnometalowego zespołu Pain of Salvation, wydany 26 września 2011 roku, nakładem wytwórni InsideOut Music.

## Lista utworów
Opracowano na podstawie materiału źródłowego.
| Nr  | Tytuł utworu                             | Autorzy          | Długość |
| --- | ---------------------------------------- | ---------------- | ------- |
| 1.  | „Road Salt Theme” (utwór instrumentalny) | Daniel Gildenlöw | 0:45    |
| 2.  | „Softly She Cries”                       | Daniel Gildenlöw | 4:15    |
| 3.  | „Conditioned”                            | Daniel Gildenlöw | 4:15    |
| 4.  | „Healing Now”                            | Daniel Gildenlöw | 4:29    |
| 5.  | „To The Shoreline”                       | Daniel Gildenlöw | 3:03    |
| 6.  | „Eleven”                                 | Daniel Gildenlöw | 6:55    |
| 7.  | „1979”                                   | Daniel Gildenlöw | 2:53    |
| 8.  | „The Deeper Cut”                         | Daniel Gildenlöw | 6:10    |
| 9.  | „Mortar Grind”                           | Daniel Gildenlöw | 5:46    |
| 10. | „Through The Distance”                   | Daniel Gildenlöw | 2:56    |
| 11. | „The Physics Of Gridlock”                | Daniel Gildenlöw | 8:43    |
| 12. | „End Credits”                            | Daniel Gildenlöw | 3:25    |
|     |                                          |                  | 53:35   |

## Twórcy
Opracowano na podstawie materiału źródłowego.

- Daniel Gildenlöw - wokal prowadzący, gitara, gitara basowa, mandolina, gitara dobro, buzuki, oprawa graficzna,
perkusja, instrumenty klawiszowe, instrumenty perkusyjne, inżynieria dźwięku, miksowanie, mastering, produkcja muzyczna
- Fredrik Hermansson - instrumenty klawiszowe
- Johan Hallgren - gitara, wokal prowadzący, wokal wspierający
- Léo Margarit - perkusja, wokal wspierający
- Gustaf Hielm, Linus Carlsson, Per Schelander - gitara basowa
- Nils-Åke Pettersson - klarnet (6, 13, 14)
- Anette Kumlin - róg, obój
- Åsa Karlberg - flet
- Kristina Ekman - altówka
- Lars Adarve - zdjęcia
- Camilla Arvidsson, Mihai Cucu - skrzypce

## Listy sprzedaży
| Lista                   | Kraj      | Pozycja |
| ----------------------- | --------- | ------- |
| SNEP                    | Francja   | 195     |
| MegaCharts              | Holandia  | 82      |
| Suomen virallinen lista | Finlandia | 32      |
| Sverigetopplistan       | Szwecja   | 24      |